# Демографска историја Кикинде
Демографска историја Кикинде

## Подаци из 1758. године
Према подацима из 1758. године, Кикинда је имала 300 српских домова.

## Подаци из 1860. године
Етнички састав Кикинде према подацима из 1860. године - од укупно 17.349 становника, било је припадника следећих етничких група:
- Срби = 12.492 (72,00%)
- Немци = 2,372 (13,67%)
- Мађари = 2.300 (13,25%)
- остали = 185 (1,06%)

## Подаци из 1880. године
Етнички састав Кикинде према подацима из 1880. године - од укупно 19.845 становника, било је припадника следећих етничких група:
- Срби = 11.620 (58,50%)
- Немци = 4.732 (23,84%)
- Мађари = 3.092 (15,58%)
- остали = 401 (2.02%)

## Подаци из 1890. године
Етнички састав Кикинде према подацима из 1890. године - од укупно 22.768 становника, било је припадника следећих етничких група:
- Срби = 12.944 (56,80%)
- Немци = 5.719 (25,12%)
- Мађари = 3.519 (15,46%)
- остали = 586 (2,57%)

## Подаци из 1900. године
Етнички састав Кикинде према подацима из 1900. године - од укупно 24.419 становника, било је припадника следећих етничких група:
- Срби = 13.180 (54,90%)
- Немци = 6.408 (26,24%)
- Мађари = 4.000 (16.38%)
- остали = 831 (3,40%)

## Подаци из 1910. године
Етнички састав Кикинде према подацима из 1910. године - од укупно 26.795 становника, било је припадника следећих етничких група:
- Срби = 14.214 (53,00%)
- Мађари = 5.968 (22,27%)
- Немци = 5.855 (21,85%)
- остали = 758 (2,82%)

## Подаци из 1921. године
Према подацима из 1921. године, у Кикинди је апсолутна већина становника говорила српски језик.
Укупан број житеља Кикинде 1921. године био је 25.774, од чега:
- 15.000 (58%) Срба
- 5.500 (21%) Немаца
- 4.000 (16%) Мађара
- 600 (2%) Јевреја

## Подаци из 1931. године
Лингвистички састав становништва Кикинде према подацима из 1931. године - од укупно 28.400 становника, било је говорника следећих језика: 
- српски, хрватски, словеначки, македонски = 16.217
- немачки = 5.803
- мађарски = 5.333

## Подаци из 1948. године
Етнички састав Кикинде према подацима из 1948. године - од укупно 28.665 становника, било је припадника следећих етничких група: 
- Срби = 20.276
- Мађари = 6.922
- Немци = 408
- Роми = 307
- Хрвати = 188
- Руси = 162

## Подаци из 1961. године
Етнички састав Кикинде према подацима из 1961. године - од укупно 34.059 становника, било је припадника следећих етничких група: 
- Срби = 24.908
- Мађари = 7.701
- Роми = 327
- Хрвати = 304

## Подаци из 1971. године
Етнички састав Кикинде према подацима из 1971. године - од укупно 37.576 становника, било је припадника следећих етничких група: 
- Срби = 27.478
- Мађари = 7.686
- Југословени = 637
- Роми = 456
- Хрвати = 274
- Македонци = 136
- Црногорци = 116
- Словенци = 101

## Подаци из 1981. године
Етнички састав Кикинде према подацима из 1981. године - од укупно 41.706 становника, било је припадника следећих етничких група:
- Срби = 28.630
- Мађари = 7.242
- Југословени = 3.963
- Роми = 794
- Хрвати = 232
- Црногорци = 155
- Македонци = 127

## Подаци из 1991. године
Етнички састав Кикинде према подацима из 1991. године - од укупно 43.051 становника, било је припадника следећих етничких група: 
- Срби = 30.323
- Мађари = 5.932
- Југословени = 4.445
- Роми = 954
- Црногорци = 196
- Хрвати = 191
- Македонци = 152

## Подаци из 2002. године
Етнички састав Кикинде према подацима из 2002. године - од укупно 41.935 становника, било је припадника следећих етничких група:
- Срби = 31.317
- Мађари = 5.290
- Југословени = 1.355
- Роми = 841
- Хрвати = 168
- Црногорци = 130
- Македонци = 106
- Румуни = 102